# Podlapšianka
Podlapšianka – potok, lewy dopływ Osturniańskiego Potoku w Magurze Spiskiej na Słowacji. Jego zlewnia niemal w całości znajduje się w obrębie miejscowości Osturnia na Słowacji, ale jej najwyższe partie w okolicach Przełęczy nad Łapszanką i Holowca należą do miejscowości Łapszanka w Polsce, granica polsko-słowacka nie biegnie bowiem na tym odcinku wododziałowym grzbietem, lecz poniżej grzbietu, po słowackiej stronie.
Podlapšianka (w tłumaczeniu na język polski Podłapszanka) ma źródła w dolince wciosowej między południowo-wschodnimi grzbietami Holowca i wierzchołka 942 m. Spływa w kierunku południowo-wschodnim. Głównym jej dopływem jest niewielki potok spływający dolinką pod Holovcem i przepływający przez Wielkie Jezioro Osturniańskie (Veľké Osturnianske jazero). Potok ten uchodzi do Podłapszanki na wysokości około 720 m n.p.m. Tuż po przyjęciu tego dopływu Podłapszanka uchodzi do Osturniańskiego Potoku. Następuje to nieco powyżej kościoła w Osturni, w miejscu o współrzędnych 49°20′01,7″N 20°13′41,4″E/49,333806 20,228167.
Aby zredukować duży spadek Podłapszanki i zmniejszyć jej niszczącą działalność podczas dużych stanów wód, w dolnym jej biegu wykonano wysokie, murowane z kamienia tamy.

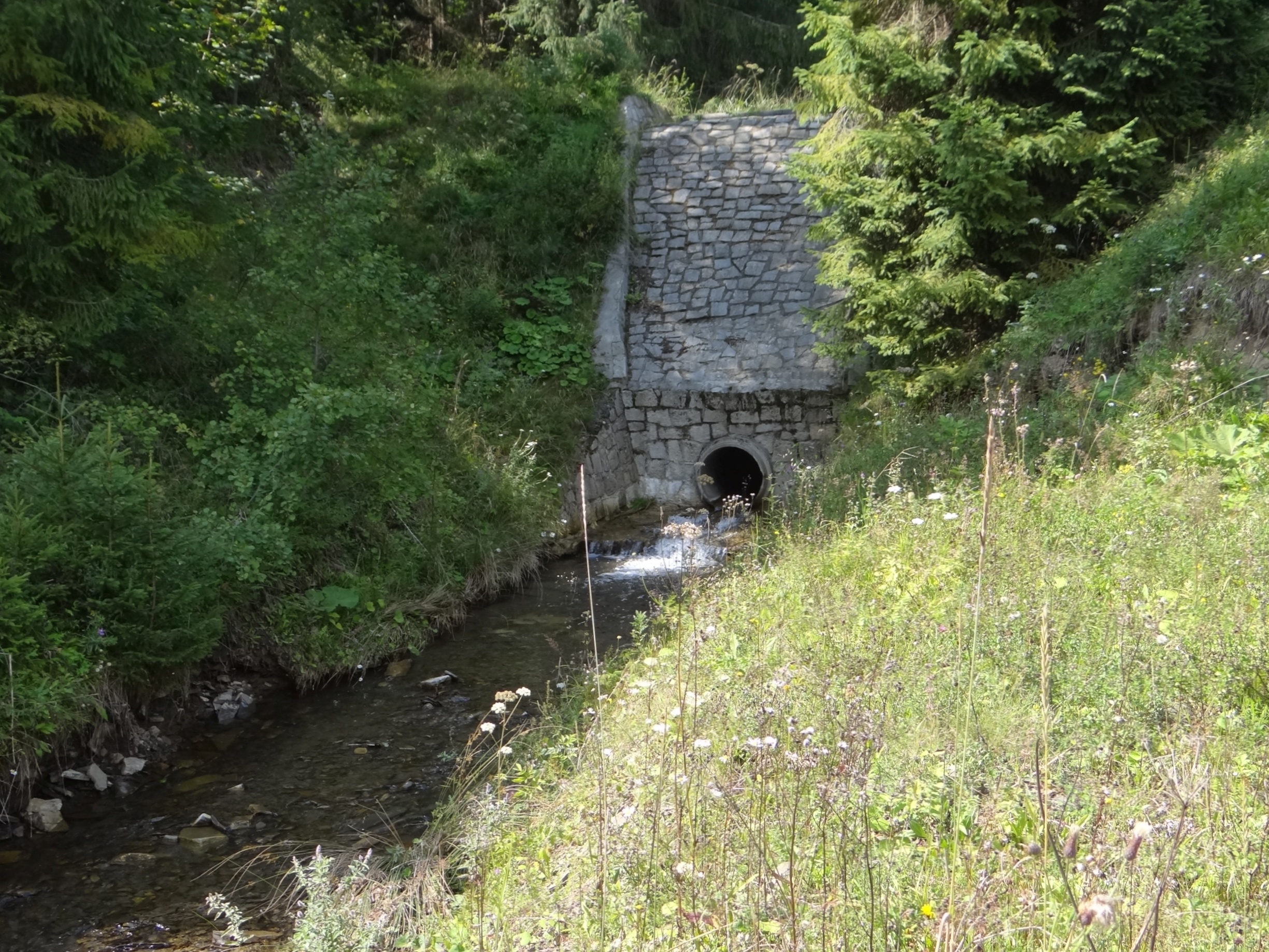
Tama na Podłapszance